# Collection égyptologique du musée de l'Ermitage

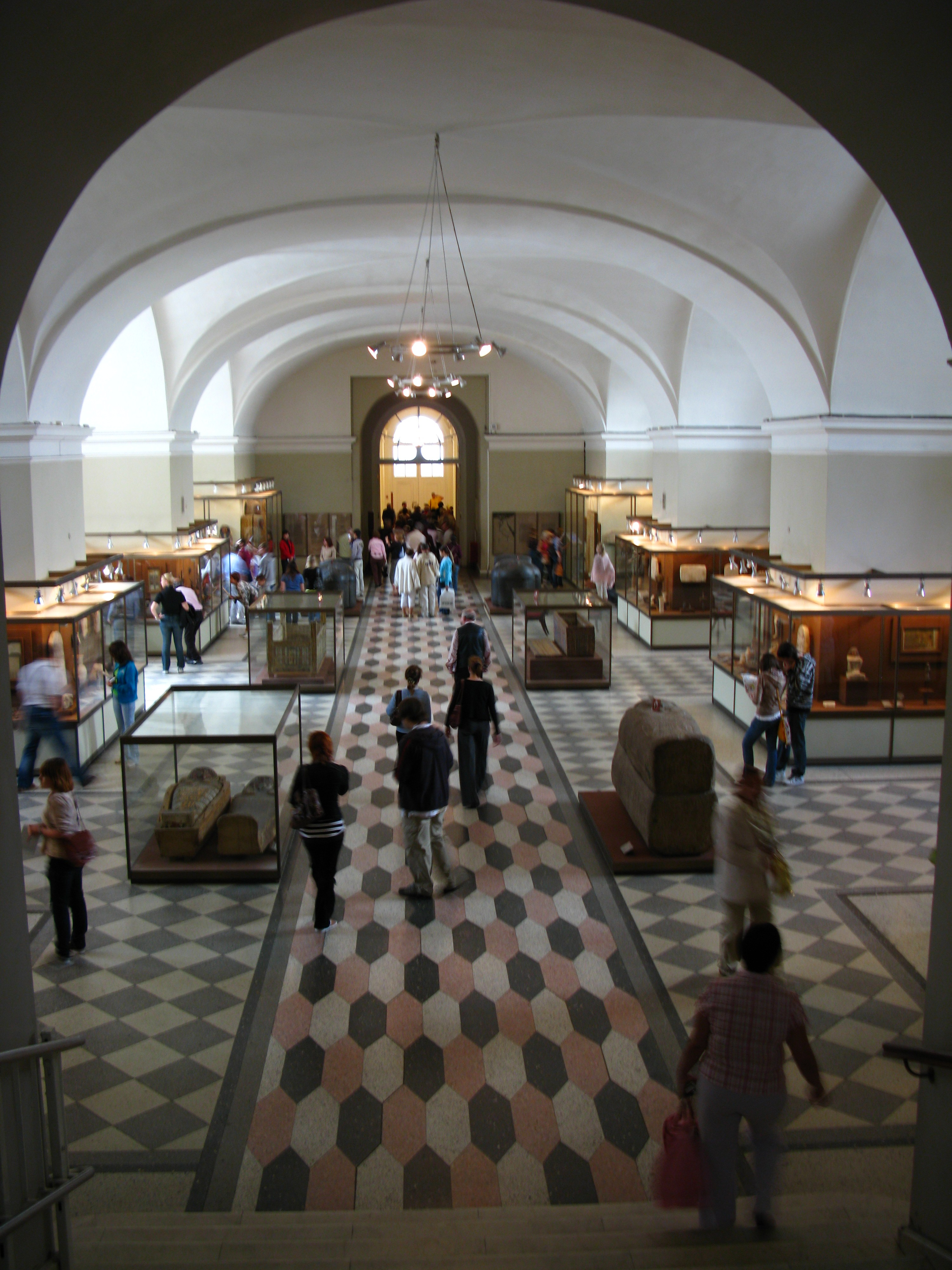
Antiquités égyptiennes à l'Ermitage.

La collection égyptienne du musée de l'Ermitage à Saint-Pétersbourg remonte à 1852 et comprend des éléments allant de la période prédynastique au XIIe siècle. Il appartient à l'art oriental du musée. L'exposition égyptienne est hébergée dans une grande salle au rez-de-chaussée sur le côté Est du palais d'Hiver. La salle servant de passage à l'exposition d'antiquités classiques dans d'autres bâtiments de l'Ermitage est située à droite du St. George's Hall. Il a été remodelé pour l'exposition d'Alexandre Sivkov en 1940.

## Historique
La collection a été créée en 1852, l'année où le musée a été rendu accessible au public, au moment de l'achat de la collection de statuettes de la comtesse Alexandra Lavalle, précédemment exposée dans sa maison, et a reçu les éléments appartenant à  Maximilien, duc de Leuchtenberg, dont deux sarcophages en basalte de la Basse Époque, maintenant en place au milieu de la salle, ainsi que la sculpture du gouverneur de Thèbes Amenemheb avec sa femme et sa mère.
En 1853, la statue de Sekhmet de la XIe dynastie, rapportée par Alexis Norov de la nécropole thébaine dans les années 1830, a été transférée de l'Académie impériale des Beaux-Arts à l'Ermitage.
Certains objets ont été achetés pour le musée par des marchands d'antiquités en Égypte, ou proviennent de collections de la Russie où ont été reçus en cadeaux. En 1862, la collection a été étendue de manière significative, comme la collection de Castiglione, qui a été achetée par l'Académie impériale des sciences de Carlo Ottavio Castiglioni à Milan en 1826 et composée de plus de 900 objets de base du Musée égyptien de la Kunstkamera qui ont été transférés à l'Ermitage. Toutefois, il n'y avait pas d'égyptologues en Russie à cette époque. Vladimir Golenichtchev est devenu le premier égyptologue de Russie et a commencé à travailler à l'Ermitage dans les années 1870. Sur l'insistance de Golenichtchev en 1881, le reste du musée égyptologique de la Kunstkamera a été transféré à l'Ermitage.
La collection de l'Ermitage a continué de croître dans les années 1880, lorsque des écrits coptes et deux fragments de clepsydres ont été acquis. En 1891, Golenichtchev a publié le premier inventaire de la collection. Depuis les années 1870, Golenichtchev a recueilli une impressionnante collection privée égyptienne, qui a été vendue au musée Pouchkine à Moscou en 1909, peu avant qu'il n‘émigre.
Depuis quelques années, comme le bâtiment pour le musée de Moscou était en construction, des éléments ont été également enregistrés à l'Ermitage. L'orientaliste soviétique Vassili Struve a été responsable de la collection égyptienne de l'Ermitage de 1918 à 1933. Les points forts de l'exposition comprennent la momie du prêtre Petese et un fragment d'une tablette du traité de paix de Ramsès II avec les Hittites.

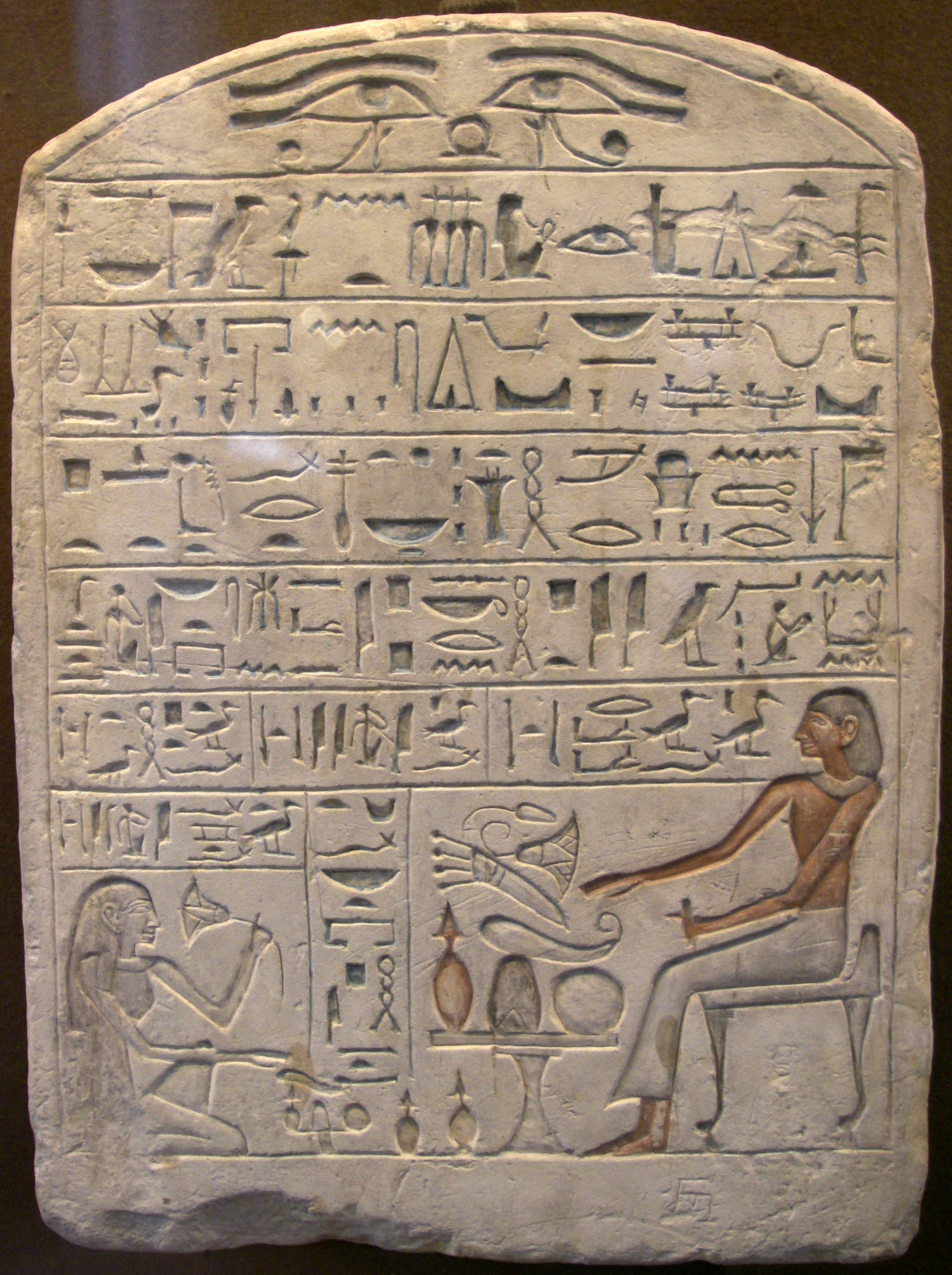
Stèle de Pépi, chef des potiers. Calcaire. XIIe dynastie, XVIIIe siècle avant notre ère.
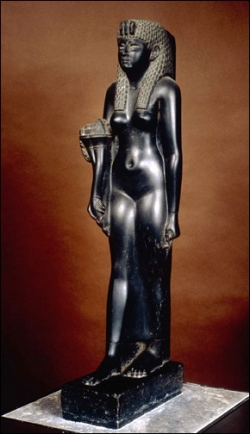
Statue de basalte noir de Cléopâtre VII.
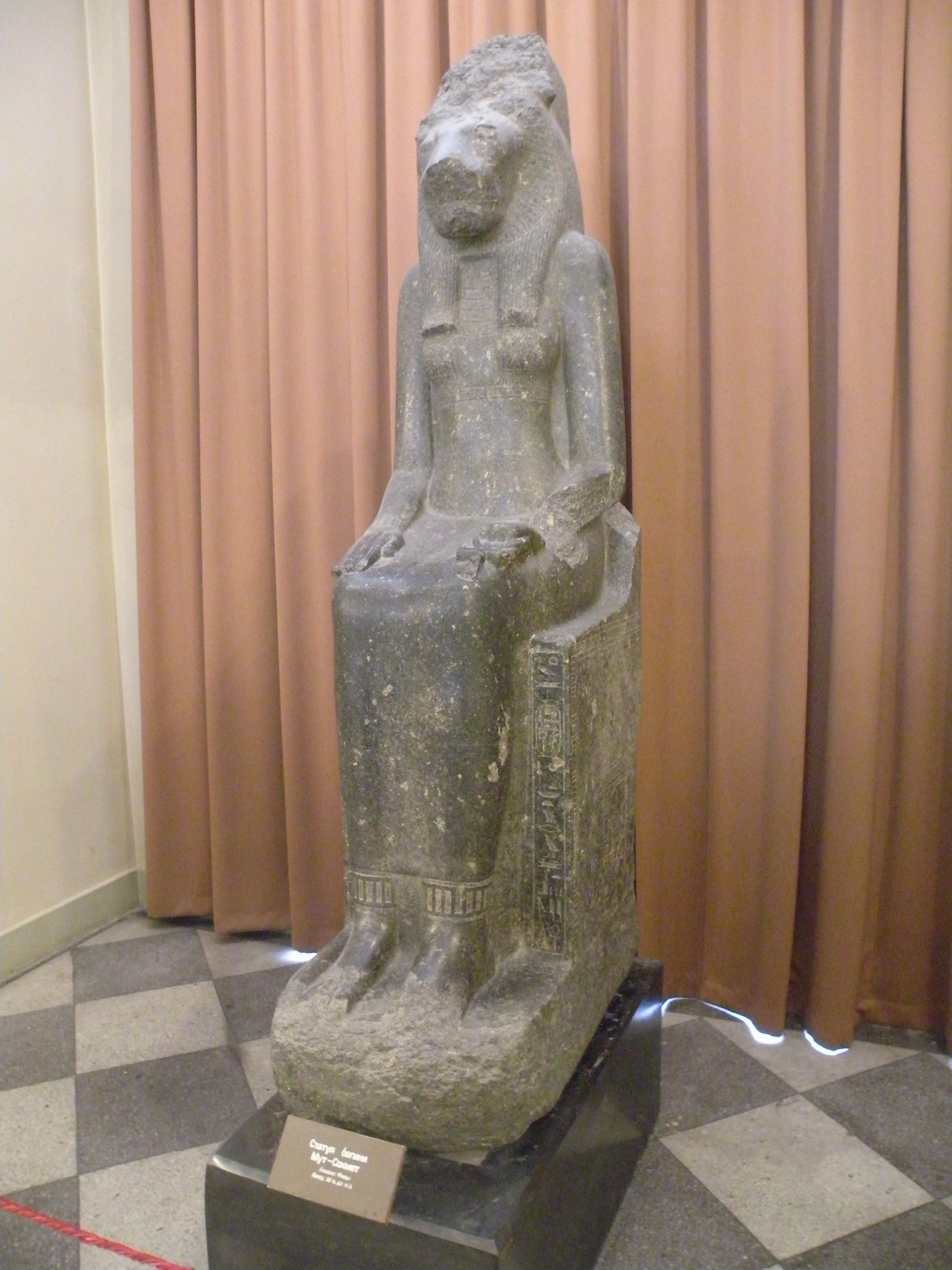
Statue de Sekhmet. Temple de Sekhmet-Mout, à Thèbes. Hauteur : 2 m. Nouvel Empire, XVIIIe dynastie, XIVe siècle avant notre ère.

## À voir également
Parmi les autres antiquités égyptiennes dans Saint-Pétersbourg, deux sphinx du pharaon Amenhotep III ornent le quai en face de l'Académie des Beaux-Arts du bâtiment sur le quai de Ouniversitetskaïa depuis 1832.